# Équation d'Ornstein-Zernike

Fonction de distribution radiale calculée avec un potentiel Lennard-Jones.

Dans un milieu à N particules l'équation d'Ornstein-Zernike, due à Leonard Ornstein et Frederik Zernike permet de prendre en compte la corrélation reliant les diverses paires dans le milieu, pour calculer l'influence moyenne sur une particule. La description de ce milieu au-delà de l'interaction simple entre deux particules permet d'accéder à des phénomènes liés aux fluctuations statistiques comme l'opalescence critique, phénomène à l'origine de ces travaux, mais également à de nombreuses relations comme l'équation d'état.

## Équation d'Ornstein-Zernike

### Obtention
Dans un milieu de densité particulaire {\displaystyle n} soit {\displaystyle g(r_{ij})} la fonction de distribution radiale pour la paire de particules {\displaystyle i} et {\displaystyle j} distantes de {\displaystyle r_{ij}=|\mathbf {r} _{i}-\mathbf {r} _{j}|}, c'est-à-dire la densité de probabilité de la présence d'une ou plusieurs particules à une distance donnée. Elle est donnée par
{\displaystyle g(r)=\exp[-\beta W(r)]\,,\qquad \beta ={\frac {1}{kT}}}
où {\displaystyle W(r)} est le potentiel d'interaction moyen à la distance {\displaystyle r}, résultant de l'ensemble des interactions.
On a  {\displaystyle \lim \limits _{r\to \infty }g(r)=1}  et on définit  {\displaystyle h(r)=g(r)-1}
Dans ce milieu :
- la particule 2 est influencée par la particule 1 par la quantité {\displaystyle c(r_{12})}, {\displaystyle c} étant la fonction de corrélation directe,
- la particule 3 est également influencée par la particule 1 par la quantité {\displaystyle c(r_{13})},
- cette modification de 3 retentira sur 2 par

{\displaystyle c(r_{23})}.
La particule 3 étant quelconque son influence est donnée par une équation intégrale de Fredholm
{\displaystyle h(r_{12})=c(r_{12})+n\int c(r_{13})c(r_{23})\mathrm {d} \mathbf {r} _{3}}
En répétant le raisonnement sur toutes les particules on obtient
{\displaystyle {\begin{array}{rcl}h(r_{12})&=&c(r_{12})+n\int c(r_{13})c(r_{23})\mathrm {d} \mathbf {r} _{3}+n^{2}\int c(r_{13})\mathrm {d} \mathbf {r} _{3}\int c(r_{34})c(r_{24})\mathrm {d} \mathbf {r} _{4}+...\\[0.6em]&=&c(r_{12})+n\int c(r_{13})h(r_{23})\mathrm {d} \mathbf {r} _{3}\\[0.6em]&=&c(r_{12})+n\int c(|\mathbf {r} _{12}-\mathbf {r} _{23}|)h(r_{23})\mathrm {d} \mathbf {r} _{3}\end{array}}}
On reconnait le produit de convolution
{\displaystyle h(r_{12})=c(r_{12})+n(c*h)(r_{12})}

### Transformation de Fourier
Une transformation de Fourier permet d'écrire une équation sur la transformée de h
{\displaystyle {\hat {h}}(k)={\hat {c}}(k)+n{\hat {h}}(k){\hat {c}}(k)}
La solution est
{\displaystyle {\hat {h}}(k)={\frac {{\hat {c}}(k)}{1-n{\hat {c}}(k)}}}
À ce stade, {\displaystyle c(r)} n'est pas précisé : il est donc impossible d'effectuer la transformation de Fourier inverse.

## Résolution approchée de l'équation
Par la suite on suppose que les potentiels possèdent une symétrie sphérique et que le milieu est isotrope. On peut écrire une solution formelle à l'aide de la théorie de la fonctionnelle de la densité
{\displaystyle g(r)=\exp[-\beta U(r)+\Gamma (nr^{3})+b(nr^{3})]}
où {\displaystyle U(r)} est le potentiel pour deux particules isolées, {\displaystyle \Gamma } et {\displaystyle b} sont des fonctions 
dont le calcul fait intervenir des diagrammes et la théorie des graphes en considérant toutes les influences de particules les unes sur les autres. Notons que la valeur de {\displaystyle -\left[\Gamma (nr^{3})+b(nr^{3})\right]k_{\mathrm {B} }T} s'interprète comme la valeur moyenne du potentiel effectif s'ajoutant
à l'interaction directe.
Les autres quantités se déduisent 
{\displaystyle h(r)=\exp[-\beta U(r)+\Gamma (nr^{3})+b(nr^{3})]-1}
{\displaystyle c(r)=\exp[-\beta U(r)+\Gamma (nr^{3})+b(nr^{3})]-1-\Gamma (nr^{3})}

### ApproximationHypernetted-chain
Cette méthode est obtenue en négligeant 
{\displaystyle b(nr^{3})}, ce qui correspond à supposer que les
chaînes d'interactions qui ne se concentrent pas sur une particule
intermédiaire unique (un nœud) sont faibles en comparaison des autres.
{\displaystyle c(r)=\exp[-\beta U(r)+\Gamma (nr^{3})]-1-\Gamma (nr^{3})}

### Méthode de Percus-Yevick
Cette méthode est due à Jerome Percus et George Yevick (1958). La solution recherchée correspond à négliger {\displaystyle b(nr^{3})} et à développer {\displaystyle \Gamma (nr^{3})} en une série de Taylor à l'ordre deux
{\displaystyle c(r)={\big (}\exp[-\beta U(r)]-1{\big )}\,{\big (}1+\Gamma (nr^{3}){\big )}.}
Cette équation possède une solution analytique dans le cas d'un potentiel de type sphères dures.
D'une façon générale elle donne de bons résultats pour un milieu non chargé. Les potentiels à longue distance sont mal représentés par cette approximation.